# Pavel Andrejevič Filisov
Pavel Andrejevič Filisov (rusko Павел Андреевич Филисов), ruski general, * 1769, † 1821.
Bil je eden izmed pomembnejših generalov, ki so se borili med Napoleonovo invazijo na Rusijo; posledično je bil njegov portret dodan v Vojaško galerijo Zimskega dvorca.

## Življenje
1. januarja 1785 je pričel vojaško službo kot vojak in čez štiri leta je postal poročnik. Sodeloval je v bojih v Švedi, v katerih je bil ranjen, a je vseeno ostal v bojih. Pozneje je bil povišan v stotnika in postal je poveljnik čete Moskovskega grenadirskega polka, s katerim je sodeloval v zatrtju poljske vstaje leta 1794.
Pozneje je sodeloval v italijansko-švicarski kampanji. Po vrnitvi v Rusijo je bil 26. oktobra 1800 povišan v podpolkovnika in postal je poveljnik Moskovskega grenadirskega polka. Pozneje se je odlikoval v bojih s Francozi, tako da je bil 14. septembra 1803 povišan v polkovnika in 20. aprila 1807 je postal poveljnik Polotskega mušketirskega polka.
V bojih v okolici Gdanska je bil ranjen in do leta 1808 je okreval. Sodeloval je v rusko-švedski vojni in bil 28. marca 1809 je bil povišan v generalmajorja. Leta 1812 je bil hudo ranjen, tako da je okreval celotno vojno. Po vojni je postal poveljnik 10. pehotne divizije.